# Томас Гібсон
Томас Еліс Гібсон (англ. Thomas Ellis Gibson; нар. 3 липня 1962, Чарлстон, Південна Кароліна, США) — американський актор. Найбільш відомий за ролями Аарона Готчнера в телесеріалі «Криміналісти: мислити як злочинець» та Грега Монтгомері в ситкомі «Дарма і Грег», а також одною з основних ролей у серіалі «Чиказька надія».

## Біографія
Томас був наймолодшою дитиною у родині, де було четверо дітей. Його акторська кар'єра розпочалась дуже рано і вже в дев'ять років він виступав в дитячому театрі. З 1994 по 1998 рік знімався у ролі др. Денні Нейланда в медичному драматичному телесеріалі «Чиказька надія». З 1997 по 2002 рік зіграв Грега Монтгомері в ситкомі «Дарма і Грег». З 2005 року знімається у телесеріалі «Криміналісти: мислити як злочинець» у ролі Аарона Готчнера — керівника відділу поведінкового аналізу.